# Agricultura industrial
Agricultura industrial é uma forma de agricultura moderna que se refere à produção industrializada de colheitas e animais e produtos animais como ovos ou leite. Os métodos da agricultura industrial incluem inovação em máquinas e métodos agrícolas, tecnologia genética, técnicas para obter economias de escala na produção, criação de novos mercados para consumo, aplicação de proteção de patentes à informação genética e comércio global. Esses métodos são difundidos em nações desenvolvidas e cada vez mais prevalentes em todo o mundo. A maioria das carnes, laticínios, ovos, frutas e vegetais disponíveis nos supermercados são produzidos usando esses métodos de agricultura industrial.

## Desenvolvimento histórico e perspectivas futuras
A agricultura industrial surgiu de mãos dadas com a Revolução Industrial. A identificação do nitrogênio, potássio e fósforo (referidos pela sigla NPK) como fatores críticos no crescimento das plantas levou à fabricação de fertilizantes sintéticos, possibilitando tipos mais intensivos de agricultura. A descoberta das vitaminas e seu papel na nutrição animal, nas duas primeiras décadas do século XX, levou aos suplementos vitamínicos, que na década de 1920 permitiram que certos animais fossem criados dentro de casa, reduzindo sua exposição a elementos naturais adversos. A descoberta de antibióticos e vacinas facilitou a criação de gado em operações concentradas e controladas de alimentação animal, reduzindo as doenças causadas pela aglomeração. Os produtos químicos desenvolvidos para uso na Segunda Guerra Mundial deram origem aos pesticidas sintéticos. Os desenvolvimentos nas redes de transporte e na tecnologia tornaram viável a distribuição de produtos agrícolas a longa distância.
A produção agrícola em todo o mundo dobrou quatro vezes entre 1820 e 1975 (duplicou entre 1820 e 1920; entre 1920 e 1950; entre 1950 e 1965; e novamente entre 1965 e 1975) para alimentar uma população global de um bilhão de seres humanos em 1800 e 6,5 bilhões em 2002.:29 Durante o mesmo período, o número de pessoas envolvidas na agricultura caiu à medida que o processo se tornou mais automatizado. Na década de 1930, 24% da população estadunidense trabalhava na agricultura, em comparação com 1,5% em 2002; em 1940, cada trabalhador rural abastecia 11 consumidores, enquanto em 2002, cada trabalhador abastecia 90 consumidores.:29 O número de fazendas também diminuiu e sua propriedade está mais concentrada. Por exemplo, nos anos 2000; o preço das terras agrícolas nos Estados Unidos aumentou devido à crise agrícola do Centro-Oeste. O número de operações agrícolas de pequena e média escala diminuiu devido ao aumento dos custos de produção e das terras agrícolas, o que obrigou os agricultores a buscar alternativas aproveitando novos produtos da agricultura industrial, como a financeirização.
A financeirização ocorre através do processo de monetização contínua. Um exemplo de monetização envolve a expansão das instituições financeiras e a conquista de autoridade no mercado. A financeirização afeta todos os aspectos das operações agrícolas, incluindo a estrutura do trabalho, o valor do mesmo e as organizações sociais. Os agricultores recorreram à disponibilidade de terras no Cerrado brasileiro por meio da ajuda de investidores e outros métodos de obtenção de capital necessários para a financeirização. Os investidores queriam se envolver porque o investimento parece de baixo risco com altas recompensas. Por exemplo, os investidores obteriam informações privilegiadas sobre o mercado no Brasil. 
Um modelo de gestão envolve a estrutura e as regras que garantem que o trabalho de gestão seja concluído. O trabalho depende da terceirização para concluir as tarefas agrícolas de mão-de-obra, mas também é uma parte essencial na maneira como o trabalho administrativo e financeiro é concluído. O sistema de valor social da agricultura mudou ao usar um modelo de gestão, visto que os agricultores devem levar em consideração a divisão entre boas e más táticas agrícolas sob o novo modelo. Muitos agricultores estavam relutantes em se mobilizar por causa do efeito que isso teria em seus negócios familiares. A separação entre os estilos de gestão dos agricultores se resume a duas abordagens; agricultura como estilo de vida versus agricultura exclusivamente para fins lucrativos. No Cerrado brasileiro, o modelo de cultivo é estritamente baseado no aumento das margens de lucro, o que dita decisões envolvendo gestão e trabalho relacionado ao trabalho.
Nos Estados Unidos, quatro empresas produzem 81% das vacas, 73% das ovelhas, 57% dos porcos e 50% das galinhas, citadas como exemplo de "integração vertical" pelo presidente da União Nacional dos Agricultores dos Estados Unidos. Em 1967, havia um milhão de fazendas de porcos nos Estados Unidos; em 2002, havia 114 mil:29 com 80 milhões de porcos (de 95 milhões) produzidos a cada ano em fazendas industriais, de acordo com o Conselho Nacional de Produtores de Carne Suína dos Estados Unidos.:29 De acordo com o WorldWatch Institute, 74% das aves do mundo, 43% da carne bovina e 68% dos ovos são produzidos dessa maneira.:26

### Revolução agrícola britânica
A revolução agrícola britânica descreve um período de desenvolvimento agrícola no Reino Unido entre o século XVI e meados do século XIX, que viu um aumento maciço na produtividade agrícola e na produção líquida. Isso, por sua vez, apoiou o crescimento populacional sem precedentes, liberando uma porcentagem significativa da força de trabalho e, assim, ajudou a impulsionar a Revolução Industrial. Como isso aconteceu não é totalmente claro. Nas últimas décadas, os historiadores citaram quatro mudanças importantes nas práticas agrícolas, cercamento, mecanização, rotação de culturas em quatro campos e criação seletiva, e deram crédito a relativamente poucos indivíduos.

## Desafios e problemas
Os desafios e questões da agricultura industrial para a sociedade global e local, para o setor agrícola industrial, para a fazenda agrícola industrial individual e para os direitos dos animais incluem os custos e benefícios das práticas atuais e das mudanças propostas para elas. Esta é uma continuação de milhares de anos da invenção e uso de tecnologias na alimentação de populações cada vez maiores.
Quando caçadores-coletores com populações crescentes esgotaram os estoques de caça e alimentos silvestres em todo o Oriente Próximo, eles foram forçados a introduzir a agricultura. Mas a agricultura trouxe horas de trabalho muito mais longas e uma dieta menos rica do que os caçadores-coletores desfrutavam. Um maior crescimento populacional entre os agricultores itinerantes de corte e queima levou a períodos de pousio mais curtos, rendimentos em queda e erosão do solo. A aragem e os fertilizantes foram introduzidos para lidar com esses problemas - mas mais uma vez envolveram mais horas de trabalho e degradação dos recursos do solo (Boserup, The Conditions of Agricultural Growth, Allen e Unwin, 1965, expandido e atualizado em Population and Technology, Blackwell, 1980.).
Enquanto o objetivo da agricultura industrial é produtos de custo mais baixo para criar maior produtividade e, consequentemente, um padrão de vida mais alto, medido pelos bens e serviços disponíveis, os métodos industriais têm efeitos colaterais bons e ruins. Além disso, a agricultura industrial não é uma coisa única e indivisível, mas é composta de vários elementos separados, cada um dos quais pode ser modificado e, de fato, é modificado em resposta às condições de mercado, regulamentação governamental e avanços científicos. Assim, a questão torna-se para cada elemento específico que entra em um método, técnica ou processo de agricultura industrial: quais efeitos colaterais ruins são ruins o suficiente para que o ganho financeiro e os efeitos colaterais bons sejam superados? Diferentes grupos de interesse não apenas chegam a conclusões diferentes sobre isso, mas também recomendam soluções diferentes, que se tornam fatores de mudança tanto nas condições de mercado quanto nas regulamentações governamentais.